# Fausta Avelli
Fausta Avelli (1969) è un'attrice italiana.

## Biografia
Inizia la carriera di attrice da bambina nel 1972 nei film Non si sevizia un paperino e Il maschio ruspante. Diventa nota al pubblico partecipando nel 1976 ad un film con un cast internazionale, Cassandra Crossing, diretto da George Pan Cosmatos. Nel 1980 è la protagonista femminile del film Il matto con la regia di Franco Giornelli. L'ultima apparizione nelle sale cinematografiche avviene nel 1985 nel film Phenomena di Dario Argento. 
Alla fine degli anni '80 abbandona la recitazione.

## Filmografia

### Cinema
- Non si sevizia un paperino, regia di Lucio Fulci (1972)
- Il maschio ruspante, regia di Antonio Racioppi (1972)
- Il bacio di una morta, regia di Carlo Infascelli (1974)
- Fatevi vivi, la polizia non interverrà, regia di Giovanni Fago (1974)
- L'albero dalle foglie rosa, regia di Armando Nannuzzi (1974)
- Donna è bello, regia di Sergio Bazzini (1974)
- Noi non siamo angeli, regia di Gianfranco Parolini (1975)
- Amore grande, amore libero, regia di Luigi Perelli (1976)
- Cassandra Crossing (The Cassandra Crossing), regia di George Pan Cosmatos (1976)
- Sette note in nero, regia di Lucio Fulci (1977)
- L'avventurosa fuga, regia di Enzo Doria (1978)
- Enigma rosso, regia di Alberto Negrin (1978)
- Figlio delle stelle, regia di Carlo Vanzina (1979)
- Il matto, regia di Franco Giornelli (1980)
- Phenomena, regia di Dario Argento (1985)

### Televisione
- La morte al lavoro, regia di Gianni Amelio – film TV (1979)
- I figli del vento, regia di Enzo Doria – miniserie TV (1989)